# Homeward Bound (Romance de Turtledove)
Homeward Bound é um romance de ficção científica e história alternativa escrito por Harry Turtledove. É o oitavo e último livro da série Worldwar, continuando os eventos da trilogia Colonization e dando um encerramento à história.
O livro começa em 1972 e depois avança para 1977, 1982, 1984, 1994, 2012 e, finalmente, 2031, quando a nave estadunidense Admiral Peary chega ao sistema Tau Ceti e ao planeta natal da Raça.

## Título
O termo Homeward Bound tem vários significados no livro. É um trocadilho, já que o planeta natal da Raça é chamado de "Casa", e vários personagens estão indo para lá. Para personagens que são membros da Raça, como Ttomalss, Atvar e Straha, eles estão voltando para casa após a falha na conquista da Terra. Para Kassquit, é seu lar cultural, embora não biológico. A nave terráquea Admiral Peary também está indo para o planeta, onde a tripulação confrontará a Raça e tentará exigir respeito pela Terra (ou pelo menos, os Estados Unidos) como um planeta independente.
No final do romance, enquanto a maioria da tripulação da nave estava em sono criogênico e sofrendo da dilatação temporal, eles tiveram a chance de voltar à Terra (sua casa). À medida que cada personagem chega, eles lidam com o retorno da melhor maneira possível.

## Resumo
A Admiral Peary está viajando entre 35% e 40% da velocidade da luz e leva pouco mais de 30 anos, em vez de 24 (as naves da Raça vão a 50% da velocidade da luz), para cruzar os doze anos-luz entre a Terra e Tau Ceti. A nave, de exploração militar, tem seu nome em homenagem ao Almirante Robert Peary, que fez o mesmo na exploração do Ártico.
Quando a nave entra em órbita ao redor de Tau Ceti II, o planeta natal da Raça, o imperador Risson e o lorde de frota Atvar (enviado de volta para "Casa", com a dúbia distinção de ser o único lorde de frota a não conquistar um planeta) argumentam os prós e contras de tentar destruir a humanidade por meio de ataques nucleares maciços. Enquanto isso, o pesquisador Ttomalss investiga relatos de um grande avanço dos cientistas humanos na Terra.
A Raça, inadvertidamente, causa um possível desastre ecológico semelhante ao que está causando na Terra com as espécies alienígenas introduzidas nos ecossistemas, deixando os ratos enjaulados dos humanos soltarem-se em Tau Ceti II. Os ratos foram utilizados para testes alimentares em humanos.
É um grande choque para os racianos quando uma segunda nave humana, a Commodore Perry, entra em órbita ao redor do planeta, tendo viajado os doze anos-luz em apenas cinco semanas. A viagem mais rápida que a luz, que parece basear-se no princípio do espaço dobrável, permite que a tripulação retorne à Terra, que é familiar, mas ainda diferente de como a deixaram. Outro trocadilho é a capitã da nave, Nicole Nichols, inspirada na tenente Uhura de Star Trek, brincando com o nome verdadeiro da atriz. A nave é nomeada Commodore Perry por seu papel no acesso dos humanos ao império da Raça, em homenagem ao comodoro Matthew C. Perry, que fez o mesmo com o Japão. O livro termina com a Raça temendo que outras nações humanas também cheguem à seu planeta, especialmente a Alemanha.

## Personagens
- Sam Yeager - Embaixador dos Estados Unidos em Tau Ceti II e principal especialista na Raça.
- Jonathan Yeager - Especialista na Raça, membro da equipe embaixadora, filho de Sam Yeager, casado com Karen Yeager.
- Karen Yeager - especialista na Raça, casada com Jonathan Yeager.
- Glen Johnson - piloto de scooter e terceiro piloto da Admiral Peary.
- Atvar - Lorde da Frota da Raça, encarregado da Frota de Conquista que originalmente invadiu a Terra (Tosev III).
- Ttomalss - Pesquisador Sênior e psicólogo da Raça. Especialista em psicologia humana. "Pai" de Kassquit.
- Kassquit - Pesquisador da Raça, humano criado como membro dos racianos e único cidadão de Tosev no Império.
- 37º Imperador Risson - O atual Imperador (não é o 37° imperador na lista, já que houve milhares antes dele, mas sim o 37° com esse nome).
- Doutor - Um personagem fora de cena cuja morte faz com que Sam Yeager assuma os deveres de embaixador dos EUA. Ele é apenas referido como "Doutor", mas ele é na verdade Henry Kissinger.